# کازومیچی تاکاگی
کازومیچی تاکاگی (به انگلیسی: Kazumichi Takagi) بازیکن فوتبال اهل ژاپن و عضو تیم ملی فوتبال ژاپن است که در تاریخ ۲۰ اوت ۲۰۰۸ میلادی اولین بازی ملی‌اش را انجام داد. او در ۵ بازی ملی حضور داشت و آخرین بازی ملی خود را در تاریخ ۴ فوریه ۲۰۰۹ میلادی انجام داد. کازومیچی تاکاگی در بازی‌های ملی‌اش
گلی به ثمر نرساند.